# Lucilia shansiensis
Lucilia shansiensis este o specie de muște din genul Lucilia, familia Calliphoridae, descrisă de Fan în anul 1965. Conform Catalogue of Life specia Lucilia shansiensis nu are subspecii cunoscute.